# Homotomidae
Homotomidae è una piccola famiglia di insetti appartenente all'ordine dei Rincoti Omotteri, superfamiglia Psylloidea, prevalentemente diffusa nelle regioni tropicali.

## Descrizione
Il capo porta antenne di 10 articoli, densamente pelose; come nei Carsidaridae una divisione frontale divide il capo in due lobi. Le ali sono completamente membranose, quelle anteriori più robuste di quelle posteriori. zampe con tarsi biarticolati, le posteriori adattate al salto. Possono raggiungere una dimensione complessiva di 12 mm

## Biologia
Le specie di questa famiglia sono associate a piante della famiglia Moraceae, prevalentemente del genere Ficus. Le neanidi della maggior parte delle specie vivono libere e in colonie, mentre sono poche le specie galligene.

## Distribuzione
Gli Homotomidae sono diffusi in tutte le regioni tropicali della Terra. Nel paleartico è presente solo il genere Homotoma, rappresentato nelle regioni più calde del bacino mediterraneo e in Medio Oriente, associato al fico. In Italia è citata la presenza di due specie, Homotoma ficus, presente in tutto il territorio nazionale, e Homotoma viridis, assente in Sardegna.

## Sistematica
La famiglia comprende circa 80 specie ripartite fra undici generi. Generi compresi nella famiglia:
- Dynopsylla
- Homotoma
- Macrohomotoma
- Mycopsylla
- Synoza